# Driedaagse De Panne - Koksijde 2002
La Driedaagse De Panne - Koksijde 2002, ventiseiesima edizione della corsa, si svolse dal 2 al 4 aprile su un percorso di 541 km ripartiti in 3 tappe (la terza suddivisa in due semitappe), con partenza a Mouscron e arrivo a De Panne. Fu vinta dal belga Peter Van Petegem della squadra Lotto-Adecco davanti all'italiano Stefano Zanini e allo statunitense George Hincapie.

## Tappe
| Tappa  | Data     | Percorso                                | km  | Vincitore di tappa | Leader cl. generale |
| ------ | -------- | --------------------------------------- | --- | ------------------ | ------------------- |
| 1ª     | 2 aprile | Mouscron > Zottegem                     | 181 | Stefano Zanini     | Stefano Zanini      |
| 2ª     | 3 aprile | Zottegem > Koksijde                     | 232 | Saulius Ruškys     | Stefano Zanini      |
| 3ª-1ª  | 4 aprile | De Panne > De Panne                     | 114 | Fabio Baldato      | Stefano Zanini      |
| 3ª-2ª  | 4 aprile | De Panne > De Panne (cron. individuale) | 14  | Peter Van Petegem  | Peter Van Petegem   |
| Totale | Totale   | Totale                                  | 541 |                    |                     |

## Dettagli delle tappe

### 1ª tappa
- 2 aprile: Mouscron > Zottegem – 181 km

| Pos. | Corridore         | Squadra       | Tempo    |
| ---- | ----------------- | ------------- | -------- |
| 1    | Stefano Zanini    | Mapei         | 4h25'10" |
| 2    | Peter Van Petegem | Lotto-Adecco  | s.t.     |
| 3    | Andrej Hauptman   | Tacconi Sport | a 15"    |

| Pos. | Corridore         | Squadra       | Tempo    |
| ---- | ----------------- | ------------- | -------- |
| 1    | Stefano Zanini    | Mapei         | 4h25'00" |
| 2    | Peter Van Petegem | Lotto-Adecco  | a 4"     |
| 3    | Andrej Hauptman   | Tacconi Sport | a 21"    |

### 2ª tappa
- 3 aprile: Zottegem > Koksijde – 232 km

| Pos. | Corridore      | Squadra      | Tempo    |
| ---- | -------------- | ------------ | -------- |
| 1    | Saulius Ruškys | Gerolsteiner | 5h10'12" |
| 2    | Tom Steels     | Mapei        | s.t.     |
| 3    | Niko Eeckhout  | Lotto-Adecco | s.t.     |

| Pos. | Corridore         | Squadra       | Tempo    |
| ---- | ----------------- | ------------- | -------- |
| 1    | Stefano Zanini    | Mapei         | 9h35'09" |
| 2    | Peter Van Petegem | Lotto-Adecco  | a 5"     |
| 3    | Andrej Hauptman   | Tacconi Sport | a 24"    |

### 3ª tappa - 1ª semitappa
- 4 aprile: De Panne > De Panne – 114 km

| Pos. | Corridore      | Squadra       | Tempo    |
| ---- | -------------- | ------------- | -------- |
| 1    | Fabio Baldato  | Fassa Bortolo | 2h32'11" |
| 2    | Marco Zanotti  | Fassa Bortolo | s.t.     |
| 3    | Saulius Ruškys | Gerolsteiner  | s.t.     |

| Pos. | Corridore         | Squadra      | Tempo     |
| ---- | ----------------- | ------------ | --------- |
| 1    | Stefano Zanini    | Mapei        | 12h07'17" |
| 2    | Peter Van Petegem | Lotto-Adecco | a 6"      |
| 3    | László Bodrogi    | Mapei        | a 31"     |

### 3ª tappa - 2ª semitappa
- 4 aprile: De Panne > De Panne (cron. individuale) – 14 km

| Pos. | Corridore         | Squadra      | Tempo  |
| ---- | ----------------- | ------------ | ------ |
| 1    | Peter Van Petegem | Lotto-Adecco | 17'00" |
| 2    | George Hincapie   | US Postal    | a 19"  |
| 3    | Niko Eeckhout     | Lotto-Adecco | a 23"  |

| Pos. | Corridore         | Squadra      | Tempo     |
| ---- | ----------------- | ------------ | --------- |
| 1    | Peter Van Petegem | Lotto-Adecco | 12h24'23" |
| 2    | Stefano Zanini    | Mapei        | a 32"     |
| 3    | George Hincapie   | US Postal    | a 1'03"   |

## Classifiche finali

### Classifica generale
| Pos. | Corridore         | Squadra           | Tempo     |
| ---- | ----------------- | ----------------- | --------- |
| 1    | Peter Van Petegem | Lotto-Adecco      | 12h24'23" |
| 2    | Stefano Zanini    | Mapei-Quick Step  | a 32"     |
| 3    | George Hincapie   | US Postal Service | a 1'03"   |
| 4    | Niko Eeckhout     | Lotto-Adecco      | s.t.      |
| 5    | Robert Hunter     | Mapei-Quick Step  | a 1'10"   |
| 6    | László Bodrogi    | Mapei-Quick Step  | a 1'12"   |
| 7    | Tom Boonen        | US Postal Service | a 1'22"   |
| 8    | Marc Wauters      | Rabobank          | a 1'23"   |
| 9    | Ludo Dierckxsens  | Lampre-Daikin     | a 1'25"   |
| 10   | Daniele Nardello  | Mapei-Quick Step  | a 1'26"   |